# Satoru Noda
Satoru Noda (født 19. marts 1969) er en japansk fodboldspiller. Han var en del af den japanske trup ved AFC Asian Cup 1988.